# Aero Continente Chile
Aero Continente Chile fue una aerolínea de pasajeros de Chile que operaba vuelos comerciales nacionales e internacionales desde el Aeropuerto Internacional Arturo Merino Benítez en nombre de la filial peruana Aero Continente.

## Historia
En 1999, Aero Continente decidió instalar una filial en Chile para conseguir acceso al mercado nacional, además del mercado peruano. Aero Continente Chile operó vuelos domésticos dentro de Chile bajo códigos de aerolínea diferente que su par peruana. Desde 2000, también operó vuelos internacionales a Miami, los cuales eran efectuados con una escala en Lima para conectar con vuelos de Aero Continente.
En 2002, la compañía fue vetada por autoridades chilenas sobre acusaciones de narcotráfico contra Fernando Zevallos, el fundador de la aerolínea. Aero Continente reclamó que esto era una medida para proteger a LAN Airlines, pero finalmente se decidió reintegrar la filial chilena.

## Flota histórica
Aero Continente Chile operó una flota que contó con seis Boeing 737-200 y dosBoeing 767-200. Todos los aviones habían sido entregados desde Aero Continente Perú.
| Aeronaves        | Total | Introducido | Retirado | Matrículas                                      |
| ---------------- | ----- | ----------- | -------- | ----------------------------------------------- |
| Boeing 737-200   | 6     | 1999        | 2002     | CC-CJO, CC-CJO, CC-CJP, CC-CJM, CC-CJN y CC-CJQ |
| Boeing 767-200ER | 2     | 2000        | 2002     | CC-CJP y CC-CJR                                 |